# Aprasia
Aprasia – rodzaj jaszczurek z rodziny płatonogowatych (Pygopodidae).

## Zasięg występowania
Rodzaj obejmuje gatunki występujące w Australii (Australia Zachodnia, Australia Południowa (włącznie z Wyspą Kangura), Nowa Południowa Walia, Australijskie Terytorium Stołeczne i Wiktoria).

## Systematyka
Rodzaj zdefiniował w 1839 roku angielski zoolog John Edward Gray w artykule będącym spisem jaszczurek wraz z opisem nowych gatunków i rodzajów opublikowanym w czasopiśmie Annals of natural history. Gatunkiem typowym jest (oznaczenie monotypowe) Aprasia pulchella.

### Etymologia
- Aprasia: etymologia niejasna, Gray nie wyjaśnił znaczenia nazwy rodzajowa; Louis Agassiz uważał że jest zmyślone słowo[6].
- Ophioseps: gr. οφις ophis, οφεως opheōs ‘wąż’[7]; σηψ sēps ‘gatunek jaszczurki’[8]. Gatunek typowy (oznaczenie monotypowe): Ophioseps nasutus Bocage, 1873 (= Aprasia pulchella Gray, 1839).
- Ophiopsiseps: gr. οφις ophis, οφεως opheōs ‘wąż’[7]; ωψ ōps, ωπος ōpos ‘wygląd, oblicze’[7]; σηψ sēps ‘gatunek jaszczurki’[8].

### Podział systematyczny
Do rodzaju należą następujące gatunki: 
- Aprasia aurita Kluge, 1974
- Aprasia clairae Maryan, How & Adams, 2013
- Aprasia haroldi Storr, 1978
- Aprasia inaurita Kluge, 1974
- Aprasia litorea Maryan, Bush & Adams, 2013
- Aprasia parapulchella Kluge, 1974
- Aprasia picturata Smith & Henry, 1999
- Aprasia pseudopulchella Kluge, 1974
- Aprasia pulchella Gray, 1839
- Aprasia repens (Fry, 1914)
- Aprasia rostrata Parker, 1956
- Aprasia smithi Storr, 1970
- Aprasia striolata Lütken, 1863
- Aprasia wicherina Maryan, Adams & APLIN, 2015